# Dypsis basilonga
Dypsis basilonga – gatunek palmy z rzędu arekowców (Arecales). 
Występuje endemicznie na Madagaskarze, w prowincji Fianarantsoa].
Rośnie w bioklimacie wilgotnym. Występuje na wysokości do 300–1000 m n.p.m.
Według Czerwonej Księgi jest gatunkiem krytycznie zagrożonym. Znany jest tylko z dwóch miejscowościach – Mont Vatovavy i Andrambovato. Jego zasięg występowania może wynosić tylko 16 km². Ponadto siedliska w Andrambovato są pod presją ludzi. Łączną wielkość populacji szacuje się na mniej niż 30 dojrzałych osobników.
Głównymi zagrożeniami jest zbieranie nasion tego gatunku dla handlu na rynku ogrodniczym oraz rozszerzenie się działalności rolniczej.